# Jerry Högstedt
Jerry Högstedt, psedonym för Gert Erik Högstedt, född 4 november 1913 i Gävle, Gävleborgs län, död 1 november 1976 i Oscars församling, Stockholm, var en svensk kompositör, arrangör och kapellmästare.

## Biografi
Jerry Högstedt var son till grosshandlare Oscar Högstedt och hustrun Gerda, född Edlund. 
Under åren i födelsestaden Gävle ledde Högstedt orkestern The Charleston Serenaders. Jämsides musikverksamheten utbildade han sig, efter studentexamen 1932, till civilekonom vid Handelshögskolan i Stockholm.
År 1935 anställdes han vid AB Nordiska Musikförlaget i Stockholm och verkade senare vid förlagen Reuter & Reuter och Sonora. Av hans skivinspelningar gjordes ett tiotal på skivmärket Cupol, som startades 1947 av Helge Roundquist och som tidigare arbetade för Sonora.
Som kapellmästare arbetade Högstedt vid olika teatrar samtidigt som han frilansade hos Radiotjänst och senare på Sveriges television. I samarbete med bland andra Per-Martin Hamberg medverkade han i ett stort antal radioprogram, först med sin kvartett och senare med större orkestrar. Han dirigerade även den stora Underhållningsorkestern på Sverige Radio. 
Högstedt skrev film- och teatermusik och står som kompositör till ett 50-tal schlagers. Hans största framgång är den romantiska "Så skön som solen", lanserad av Gustaf Torrestad på 1940-talet, senare inspelad av flera artister, där Putte Wickman och Weine Renliden kan nämnas. Andra pseudonymer som Högstedt använde var Bob Miller och Roberta. Han har behandlat ämnet Dansorkesterns teknik i en bok utgiven 1943.
Högstedt har som arrangör haft stort inflytande på svensk underhållningsmusik. I hans arrangemang för Radions underhållningsorkester har hans stämföring, exempelvis för träblåsarna med två flöjter och två klarinetter i täta ackord, ofta sextackord, gett den klassiska ljudbild som hörts i otaliga svenska radiosändningar och skivinspelningar.

## Filmmusik
- 1945 – Lidelse
- 1946 – Kärlek och störtlopp
- 1947 – Stackars lilla Sven
- 1950 – Kvartetten som sprängdes
- 1951 – Biffen och Bananen
- 1954 – En karl i köket
- 1956 – Sjunde himlen
- 1958 – Du är mitt äventyr
- 1959 – Lejon på stan
- 1959 – Sköna Susanna och gubbarna